# Myrmechis chinensis
Myrmechis chinensis är en orkidéart som beskrevs av Robert Allen Rolfe. Myrmechis chinensis ingår i släktet Myrmechis och familjen orkidéer. Inga underarter finns listade i Catalogue of Life.